# Zwischen den Wellen
Zwischen den Wellen (Originaltitel: En solitaire, deutschsprachiger DVD-Titel Turning Tide – Zwischen den Wellen) ist ein französischer Spielfilm von Christophe Offenstein aus dem Jahr 2013.

## Handlung
Kurz vor dem Start der Einhandsegelregatta Vendée Globe fällt der Skipper des Teams DCNS, Frank Drevil, aus und wird durch Yann Kermadec ersetzt. Dieser nimmt zum ersten Mal an der Regatta, bei der die Welt umsegelt wird, teil. Seine Freundin Marie, Franks Schwester, zieht während der knapp dreimonatigen Regatta in seine Wohnung und kümmert sich um seine kleine Tochter Léa. Mit der Zeit beginnt Léa, Marie zu akzeptieren und zu mögen.
Yann hat einen guten Start und liegt nach wenigen Tagen an zweiter Stelle. An Tag 5 ist er bereits kurz vor Marokko und hat den ersten Platz erobert, als er eine Tonne rammt und vor den Kanarischen Inseln zur Reparatur des Ruderblatts halten muss. Die Reparatur kostet ihn viel Zeit, sodass er beim Rückkehr ins Rennen auf Platz 15 liegt. Erst an Tag 13 bemerkt er, dass er einen blinden Passagier an Bord hat: Mano Ixa ist 16 Jahre alt, kommt aus Mauretanien und hat sich während des Reparaturhalts an Bord geschlichen. Er ist krank und hofft, in Frankreich behandelt zu werden. Yann ist empört, wird eine zweite Person an Bord doch unweigerlich zu seiner Disqualifikation vom Rennen führen. Den Plan, Mano in Brasilien abzusetzen, lässt Yann fallen, weil er die guten Wetterverhältnisse lieber dazu nutzt, Plätze in der Gesamtwertung gutzumachen. Er will ihn stattdessen auf einer von Engländern bewohnten Insel aussetzen, als er in einem Funkspruch aufgefordert wird, der in Seenot geratenen britischen Seglerin Mag Embling zu Hilfe zu eilen. Er nimmt die mit ihrem Boot gekenterte Mag an Bord; sie lernt so auch Mano kennen, verrät Yann jedoch nicht. Nach einigen Tagen wird sie von der Rennleitung von Bord geholt.
Nach einem Monat liegt Yann auf Platz 11 und befindet sich beim Kap der guten Hoffnung, wenige Tage später ist er bereits auf Platz 8 vorgerückt. Weihnachten vergeht. Nach 45 Tagen und Platz 5 der Gesamtwertung erkrankt Mano. Yann gibt vor der zugeschalteten Ärztin vor, selbst erkrankt zu sein, und schickt Manos Werte ein. Dieser hat Sichelzellenanämie, die Yann mit Pillen behandelt. Frank Drevil wird misstrauisch, waren Yanns Werte doch kurz vor Rennbeginn tadellos. Im Südatlantik geht später Yanns Notsignal los, da die Rettungsinsel zu Wasser gelassen wurde. Mano hat erkannt, dass Yann mit seiner Anwesenheit das Rennen verlieren wird und will so heimlich fliehen. Yann holt ihn an Bord zurück und erfindet vor der Rennleitung eine Ausrede für das aktivierte Rettungsboot. Frank wiederum gesteht er, einen blinden Passagier an Bord zu haben. Frank will Mano von Bord holen, doch will Yann die Angelegenheit alleine klären. Durch den Ausfall verschiedener Gegner erreicht Yann schließlich als erster die Zielgerade. Kurz vor der Ziellinie dreht er jedoch ab, sodass er die Zielgerade nicht passiert und disqualifiziert wird. Er holt Mano an Deck; Applaus brandet auf.

## Produktion

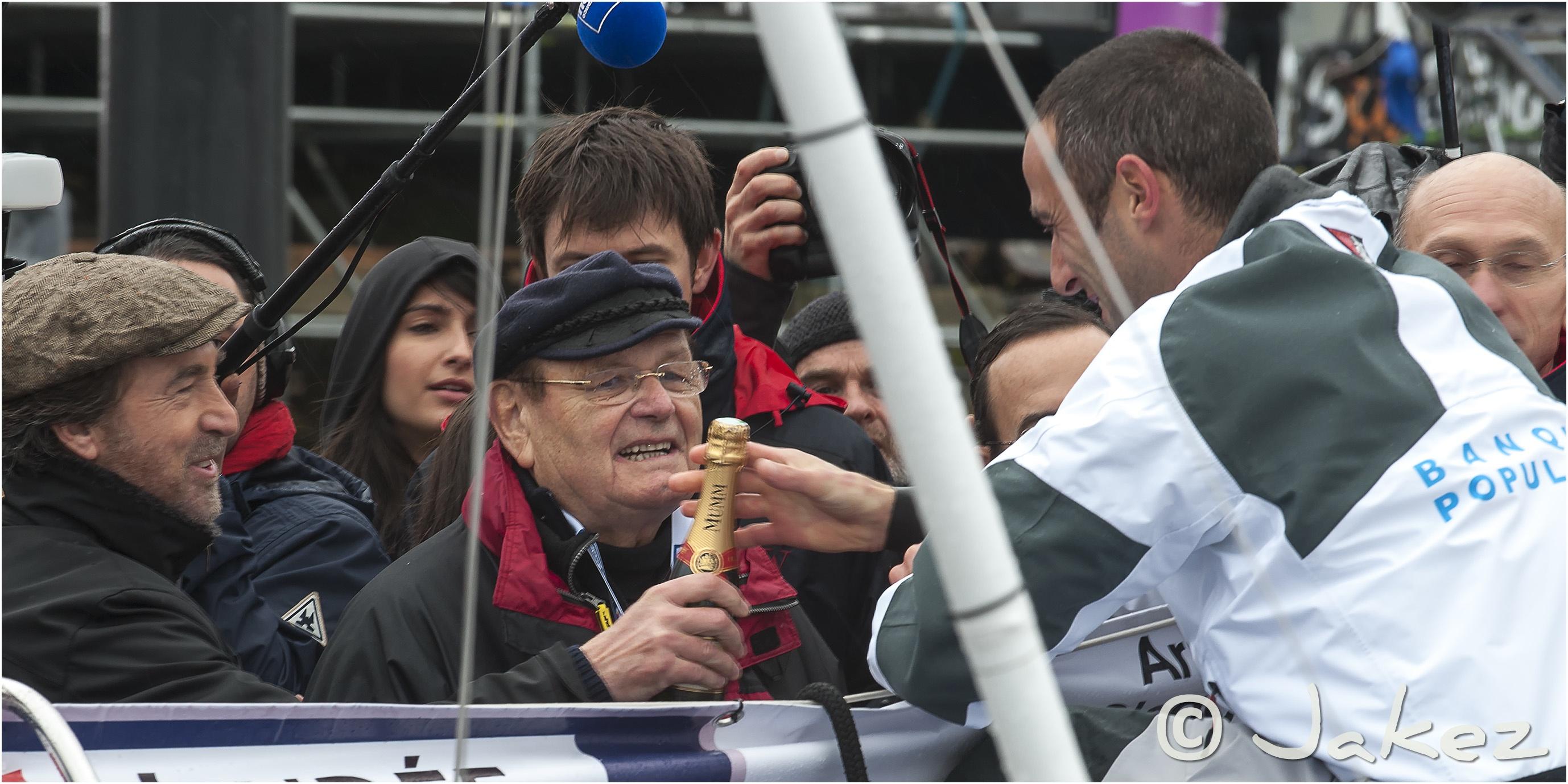
François Cluzet (l.) und Armel Le Cléac’h (r.) zu Beginn der Vendée Globe im November 2012

Zwischen den Wellen war das Regiedebüt von Kameramann Christophe Offenstein und der erste französische Film, der in Dolby Atmos gedreht wurde. Zu Beginn der echten Vendée Globe 2012–2013 im November 2012 wurden in Les Sables-d’Olonne die Schlussszenen des Films gedreht. Die überwiegende Zeit drehte man unter realen Bedingungen auf dem offenen Meer. Als Boot nutzte man das Einrumpfboot DCNS 1000, das extra für den Film gekauft wurde. Die Kostüme schuf Muriel Legrand, Filmbauten stammen von Olivier Radot und Thierry Chavenon. Das Budget belief sich auf rund 17 Millionen Euro.
Der Film erlebte am 25. August 2013 im Rahmen des Festival du film francophone d’Angoulême seine Premiere. Er lief am 6. November 2013 in den französischen Kinos an, wo er von rund 660.000 Zuschauern gesehen wurde. Der Film wurde in Deutschland im Dezember 2014 auf DVD veröffentlicht.

## Synchronisation
| Rolle          | Darsteller        | Synchronsprecher   |
| -------------- | ----------------- | ------------------ |
| Yann Kermadec  | François Cluzet   | Oliver Siebeck     |
| Mano Ixa       | Samy Seghir       | Jannik Schümann    |
| Marie Drevil   | Virginie Efira    | Antje von der Ahe  |
| Frank Drevil   | Guillaume Canet   | Julien Haggége     |
| Mag Embling    | Yalkenis Rojas    | Marianne Graffam   |
| Anna Bruckner  | Arly Jover        | Carmen Katt        |
| Léa Kermadec   | Dana Prigent      | Hedda Erlebach     |
| Denis Juhel    | Jean-Paul Rouve   | Cornelius Frommann |
| Ärztin         | Emmanuelle Bercot | Marion Musiol      |
| Raphaël Keriou | Philippe Lefebvre | Andreas Hosang     |
| Rennleiter     | Lucas Bonnifait   | Viktor Neumann     |
| Lehrerin       | Laure Duthilleul  | Joseline Gassen    |

## Kritik
Für Cinema lobte an Zwischen den Wellen, „die Gischt spritzt fast aus dem Bildschirm“.

## Auszeichnungen
Auf dem Festival Internacional de Cine de Gijón gewann Zwischen den Wellen 2013 den Publikumspreis. Der Film wurde beim César 2014 für einen Preis in der Kategorie Bestes Erstlingswerk nominiert und erhielt eine Nominierung für einen Prix Lumières, ebenfalls als Bestes Erstlingswerk (Prix Heike Hurst).